# LH 95
LH 95 è una nebulosa diffusa visibile nella Grande Nube di Magellano, nella costellazione del Dorado.
La si osserva meno di un grado a SW della stella δ Doradus, in una posizione periferica e isolata rispetto ai grandi campi stellari della Nube. Si tratta di un grande complesso di nebulosità, al cui interno vi è attiva la formazione stellare; si osservano qui infatti delle associazioni stellari formati da stelle giovani con bassa massa, il cui vento stellare ionizza i gas circostanti, conferendo alla nebulosa il suo colore blu che la rende una regione H II. Dista dal Sole 180 000 anni-luce.